# Liste des musées du Puy-de-Dôme

Le département du Puy-de-Dôme en rouge sur la carte

La liste des musées du département du Puy-de-Dôme présente les musées du département français du Puy-de-Dôme.

## Liste
| Nom du musée                                                                 | Commune                    | Adresse                                 | Coordonnées                      | Thèmes             | Labels                                       | Dateouverture | Datefermeture | Fréq.        | Illustration    |
| ---------------------------------------------------------------------------- | -------------------------- | --------------------------------------- | -------------------------------- | ------------------ | -------------------------------------------- | ------------- | ------------- | ------------ | --------------- |
| Moulin Richard de Bas- Musée historique de la Papeterie                      | Ambert                     |                                         | à géolocaliser                   |                    |                                              |               |               |              | Image manquante |
| Musée de la Fourme d'Ambert et des Fromages d'Auvergne                       | Ambert                     |                                         | à géolocaliser                   |                    |                                              |               |               |              | Image manquante |
| Mus'énergie                                                                  | Ambert                     |                                         | à géolocaliser                   |                    |                                              |               |               |              | Image manquante |
| Musée des Vieux métiers                                                      | Ardes-sur-Couze            |                                         | à géolocaliser                   |                    |                                              |               |               |              | Image manquante |
| Musée de la dentelle                                                         | Arlanc                     | 53, Route Nationale                     | à géolocaliser                   | Dentelle           | Musée de France                              |               |               |              | Image manquante |
| Musée de la vigne et du vin de basse Auvergne                                | Aubière                    | 24 bis avenue Jean-Noëllet63430 Aubière | à géolocaliser                   | Viticulture        |                                              |               |               |              | Image manquante |
| Maison de l'Abeille                                                          | Besse-et-Saint-Anastaise   |                                         | à géolocaliser                   |                    |                                              |               |               |              | Image manquante |
| Musée du ski                                                                 | Besse-et-Saint-Anastaise   |                                         | à géolocaliser                   |                    |                                              |               |               |              | Image manquante |
| Scénovision La Ferme Boinchoux (Olpicière)                                   | Besse-et-Saint-Anastaise   |                                         | à géolocaliser                   |                    |                                              |               |               |              | Image manquante |
| Musée Peynet                                                                 | Brassac-les-Mines          |                                         | à géolocaliser                   |                    |                                              |               |               |              | Image manquante |
| Musée de la Mine Bayard                                                      | Brassac-les-Mines          |                                         | à géolocaliser                   |                    |                                              |               |               |              | Image manquante |
| Musée de la Résistance, de l'internement et de la déportation de Chamalières | Chamalières                | 7, place de Beaulieu                    | à géolocaliser                   |                    |                                              | 1994          |               |              | Image manquante |
| Chemin Fais'Art                                                              | Chapdes-Beaufort           |                                         | à géolocaliser                   |                    |                                              |               |               |              | Image manquante |
| Manoir de Veygoux                                                            | Charbonnières-les-Varennes |                                         | à géolocaliser                   |                    |                                              |               |               |              | Image manquante |
| L'Aventure Michelin                                                          | Clermont-Ferrand           |                                         | à géolocaliser                   |                    |                                              |               |               |              | Image manquante |
| Espace Patrimoine Maison du Tourisme                                         | Clermont-Ferrand           |                                         | à géolocaliser                   |                    |                                              |               |               |              | Image manquante |
| FRAC Auvergne                                                                | Clermont-Ferrand           |                                         | à géolocaliser                   |                    |                                              |               |               |              | Image manquante |
| Hôtel Fontfreyde (centre photographique)                                     | Clermont-Ferrand           |                                         | à géolocaliser                   |                    |                                              |               |               |              | Image manquante |
| Musée Bargoin                                                                | Clermont-Ferrand           | 45, rue Ballainvilliers                 | 45° 46′ 26″ nord, 3° 05′ 14″ est |                    | Musée de France                              | 1903          |               |              |                 |
| Musée d'Art Roger-Quilliot                                                   | Clermont-Ferrand           |                                         | 45° 47′ 38″ nord, 3° 06′ 59″ est |                    | Musée de France                              | 1992          |               |              |                 |
| Muséum d'histoire naturelle Henri-Lecoq                                      | Clermont-Ferrand           | 15, rue Bardoux                         | 45° 46′ nord, 3° 05′ est         |                    | Musée de France                              | 1873          |               |              |                 |
| Écomusée du Livradois                                                        | Cunlhat                    |                                         | à géolocaliser                   |                    |                                              |               |               |              | Image manquante |
| L'usine à son-musée du disque                                                | Cunlhat                    |                                         | à géolocaliser                   |                    |                                              | 2003-2009     |               |              | Image manquante |
| Maison des Fromages AOP d'Auvergne                                           | Égliseneuve-d'Entraigues   |                                         | à géolocaliser                   |                    |                                              |               |               |              | Image manquante |
| Centre d'art roman Georges-Duby                                              | Issoire                    |                                         | à géolocaliser                   |                    |                                              |               |               |              | Image manquante |
| Musée de la Pierre Philosophale                                              | Issoire                    |                                         | à géolocaliser                   |                    |                                              |               |               |              | Image manquante |
| Tour de l'Horloge                                                            | Issoire                    |                                         | à géolocaliser                   |                    |                                              |               |               |              | Image manquante |
| Mineralexposciences                                                          | La Bourboule               |                                         | à géolocaliser                   |                    |                                              |               |               |              | Image manquante |
| Musée Archéologique de la Bataille de Gergovie                               | La Roche-Blanche           |                                         | 45° 43′ 11″ nord, 3° 07′ 37″ est |                    |                                              |               |               |              |                 |
| Micromusée Le Pailleret                                                      | Mont-Dore                  |                                         | à géolocaliser                   |                    |                                              |               |               |              | Image manquante |
| Taillerie du Sancy                                                           | Mont-Dore                  |                                         | à géolocaliser                   |                    |                                              |               |               |              | Image manquante |
| Musée Départemental de la Céramique Gallo-Romaine                            | Lezoux                     | 39, rue de la République 63190 Lezoux   | 45° 49′ 33″ nord, 3° 23′ 04″ est |                    | Musée de France                              |               |               |              |                 |
| Musée de la Tannerie Grandval                                                | Maringues                  |                                         | à géolocaliser                   |                    |                                              |               |               |              | Image manquante |
| Musée des Pénitents Blancs de Marsac                                         | Marsac-en-Livradois        | Place de l'Eglise                       | à géolocaliser                   |                    | Musée de France                              |               |               |              | Image manquante |
| Musée de la mine de Messeix                                                  | Messeix                    |                                         | à géolocaliser                   |                    |                                              |               |               |              | Image manquante |
| Musée Paléontologique                                                        | Menat                      | Place de la Mairie                      | à géolocaliser                   |                    | Musée de France                              |               |               |              | Image manquante |
| Minérail, Musée de la Mine et du Rail                                        | Messeix                    |                                         | à géolocaliser                   |                    |                                              |               |               |              | Image manquante |
| Musée de l'école rurale d'Auvergne 1930                                      | Messeix                    |                                         | à géolocaliser                   |                    |                                              |               |               |              | Image manquante |
| Musée Retour sur le Passé                                                    | Miremont (Puy-de-Dôme)     |                                         | à géolocaliser                   |                    |                                              |               |               |              | Image manquante |
| Musée lapidaire de Mozac                                                     | Mozac                      | Place de l'Abbaye                       | à géolocaliser                   |                    | Musée de France                              |               |               |              |                 |
| Scénomusée de La Toinette et Julien                                          | Murat-le-Quaire            |                                         | à géolocaliser                   |                    |                                              |               |               |              |                 |
| Musée des Peintres de l’École de Murol                                       | Murol                      | Parc du Prélong                         | à géolocaliser                   |                    | Musée de France                              |               |               |              | Image manquante |
| Musée archéologique du Parc municipal du Prélong                             | Murol                      |                                         | à géolocaliser                   |                    |                                              |               |               |              | Image manquante |
| Musée des Métiers et Traditions                                              | Olliergues                 |                                         | à géolocaliser                   |                    |                                              |               |               |              | Image manquante |
| Musée de la batellerie d'Allier                                              | Pont-du-Château            |                                         | à géolocaliser                   |                    |                                              | 1986          |               |              |                 |
| Musée des Mines d'Argent Château Dauphin                                     | Pontgibaud                 |                                         | à géolocaliser                   |                    |                                              |               |               |              | Image manquante |
| Musée régional d'Auvergne                                                    | Riom                       | 10 bis, Rue Delile                      | 45° 54′ nord, 3° 07′ est         |                    | Musée de France                              |               |               |              |                 |
| Musée Mandet                                                                 | Riom                       | 14, Rue de l'Hôtel de Ville             | 45° 53′ 37″ nord, 3° 07′ 00″ est |                    | Musée de France                              | 1866          |               |              |                 |
| Musée Baster - musée de la moto                                              | Riom                       |                                         | à géolocaliser                   |                    |                                              |               |               |              | Image manquante |
| Musée de la ville                                                            | Royat                      |                                         | à géolocaliser                   |                    |                                              |               |               |              | Image manquante |
| Musée de l'école 1900                                                        | Saint-Martin-des-Olmes     |                                         | à géolocaliser                   |                    |                                              | 1992          |               |              | Image manquante |
| Musée du train et de la miniature                                            | Saint-Sauves-d'Auvergne    |                                         | à géolocaliser                   |                    |                                              |               |               |              | Image manquante |
| Maison du Patrimoine                                                         | Sauxillanges               | 4 Place de la Liberté                   | à géolocaliser                   |                    |                                              |               |               |              | Image manquante |
| Musée de la coutellerie de Thiers                                            | Thiers                     | 23, Rue de la Coutellerie               | 45° 51′ 13″ nord, 3° 32′ 51″ est | Coutellerie        | Musée de France                              | 1982          |               | 23600        |                 |
| Château du Pirou                                                             | Thiers                     |                                         | à géolocaliser                   | mobilier           |                                              | 2005          |               |              |                 |
| Creux de l'enfer                                                             | Thiers                     |                                         | à géolocaliser                   | art contemporain   | centre d'art contemporain d'intérêt national | 1988          |               |              |                 |
| Usine du May                                                                 | Thiers                     |                                         | à géolocaliser                   |                    |                                              | 2014          |               |              |                 |
| Cité des couteliers                                                          | Thiers                     |                                         | à géolocaliser                   |                    |                                              | 2014          |               |              |                 |
| Maison de l'Améthyste                                                        | Vernet-la-Varenne          |                                         | à géolocaliser                   |                    |                                              |               |               |              | Image manquante |
| Maison des Espaces naturels du Puy-de-Dôme                                   | Vic-le-Comte               |                                         | à géolocaliser                   | Patrimoine naturel |                                              |               |               |              | Image manquante |
| Musée Louis-Terrasse                                                         | Viverols                   |                                         | à géolocaliser                   |                    |                                              |               |               |              | Image manquante |
| Musée Marcel-Sahut                                                           | Volvic                     | 2 Rue des Écoles                        | 45° 52′ 21″ nord, 3° 02′ 20″ est |                    | Musée de France                              |               |               |              | Image manquante |
| Grotte de la Pierre de Volvic                                                | Volvic                     |                                         | à géolocaliser                   |                    |                                              | 1979          |               | 45359 (2018) | Image manquante |